# Phymatodes laciniata
Phymatodes laciniata là một loài thực vật có mạch trong họ Polypodiaceae. Loài này được (Blume) C. Presl miêu tả khoa học đầu tiên năm 1836.